# Karkonoska Akademia Nauk Stosowanych w Jeleniej Górze
Karkonoska Akademia Nauk Stosowanych w Jeleniej Górze – polska publiczna wyższa szkoła zawodowa w Jeleniej Górze powstała 1 lipca 1998 roku jako Kolegium Karkonoskie, a pod obecną nazwą funkcjonująca od 2 maja 2022 roku.
Uczelnia ta finansowana jest przez dotacje z budżetu Państwa udzielane z części budżetowej, którą dysponuje minister właściwy do spraw szkolnictwa wyższego. Działalność edukacyjna placówki skoncentrowana jest na umożliwieniu studiowania na poziomie wyższym osobom, które nie mają możliwości nauki w oddalonych ośrodkach akademickich.

## Historia

### Geneza
Impulsem do założenia pierwszej samodzielnej jeleniogórskiej uczelni były mające miejsce od 1996 roku prace w Sejmie dotyczące utworzenia w Polsce wyższych szkół zawodowych. Pomysł ten poparli lokalni politycy, władze miasta, przedstawiciele kolegium rektorów uczelni Wrocławia i Opola. Ich starania zostały uwieńczone w lipcu 1998 roku utworzeniem uczelni licencjackiej, która jako jedyna tego typu szkoła wyższa w kraju otrzymała nazwę Kolegium Karkonoskie. Była ponadto w gronie pierwszych sześciu państwowych wyższych szkół zawodowych.

### Początki uczelni
Obowiązki pierwszego rektora minister edukacji narodowej Mirosław Handke powierzył prof. dr hab. Tomaszowi Winnickiemu, który podjął się misji zorganizowania od podstaw nowej uczelni. Pierwszy rok akademicki zainaugurowano 1 października 1998 roku na dwóch nowo powstałych Instytutach: Pedagogiki i Filologii, który stał się sukcesorem zlikwidowanego w tym czasie Kolegium Nauczycielskiego.
W 1999 roku utworzono trzecią jednostkę dydaktyczną – Instytut Techniki a rok później dwie kolejne – Instytut Języków Zachodnich oraz Instytut Edukacji Medycznej. Utworzenie Instytutu Języków Zachodnich rozpoczęło proces łączenia się uczelni z Nauczycielskim Kolegium Języków Obcych w Jeleniej Górze. Z kolei Instytut Edukacji Medycznej powstał z przekształcenia policealnego Zespołu Szkół Medycznych w Jeleniej Górze-Cieplicach. Kolegium Karkonoskie należało w tym czasie do pierwszych uczelni w kraju, które uzyskały uprawnienie do prowadzenia licencjackich studiów medycznych.

### Dalszy rozwój uczelni
W trakcie inauguracji roku akademickiego 2003/2004 uroczyście otwarto nowy kampus uczelni przy ul. Lwóweckiej 18, a także świętowano pięciolecie działalności Kolegium Karkonoskiego. Od następnego roku akademickiego wszystkie jednostki dydaktyczne i administracyjne znalazły się w jednym miejscu. Istotne zmiany w funkcjonowaniu uczelni przyniósł rok akademicki 2007/2008, ponieważ dokonano jej reorganizacji, przekształcając dotychczasowych pięć Instytutów: Pedagogiki, Języków Słowiańskich, Techniki, Języków Zachodnich oraz Edukacji Medycznej w trzy Wydziały: Humanistyczny, Przyrodniczy i Techniczny, które po kilku latach przekształcono w dwa: Nauk Humanistycznych i Społecznych oraz Przyrodniczo-Techniczny. W kolejnych latach pozyskiwano nowe obiekty na cele akademickie, m.in. w 2007 roku otwarto nową Bibliotekę i Centrum Informacji Naukowej. W 2010 roku dokonano zmiany nazwy uczelni na Karkonoską Państwową Szkołę Wyższą w Jeleniej Górze. 2 maja 2022 roku nastąpiło nadanie nowego statusu /nazwy, na Karkonoską Akademię Nauk Stosowanych w Jeleniej Górze. Było to możliwe po podpisaniu przez prezydenta Andrzeja Dudę w sierpniu 2021 roku nowelizacji ustawy dotyczącej uczelni zawodowych. Przepisy zmienionej ustawy zakładały m.in. umożliwienie szkole wyższej – mającej status uczelni zawodowej i spełniającej określone warunki – używania w swojej nazwie określenia „akademia nauk stosowanych”.

## Program dydaktyczny
Karkonoska Akademia Nauk Stosowanych prowadzi studia w trybie stacjonarnym i niestacjonarnym pierwszego stopnia licencjackie (3-letnie), inżynierskie (3,5-letnie) lub jednolite magisterskie (5-letnie) na ośmiu kierunkach prowadzonych w ramach dwóch wydziałów:
Wydział Nauk Humanistycznych i Społecznych
- marketing i komunikacja rynkowa
- BIG DATA w analityce ekonomicznej i społecznej
- dziennikarstwo i komunikacja społeczna
- psychologia
- pedagogika
- filologia (anglistyka, germanistyka)
- biznes turystyczny

Wydział Nauk Medycznych i Technicznych
- fizjoterapia
- edukacja techniczno-informatyczna
- dietetyka
- wychowanie fizyczne
- pielęgniarstwo

Uczelnia prowadzi także studia podyplomowe:
- animacja i upowszechnianie kultury
- budowanie marki i e-promocja
- fizjoterapia i opieka w geriatrii
- język niemiecki w kontaktach biznesowych i turystycznych
- język niemiecki w turystyce i kulturze
- kwalifikacje pedagogiczne
- muzyka i rytmika w edukacji przedszkolnej
- odnowa biologiczna
- rewalidacja uczniów ze specjalnymi potrzebami edukacyjnymi
- socjoterapia z terapią pedagogiczną
- terapia pedagogiczna z arteterapią.

W roku akademickim 2020/2021 Karkonoska Akademia Nauk Stosowanych w Jeleniej Górze oferowała swoim słuchaczom następujące kursy:
- instruktor rekreacji ruchowej
- kursy językowe

- kwalifikowana pierwsza pomoc
- masaż kosmetyczny twarzy Anty Aging
- trener personalny
- wychowawca kolonijny
- zarządzanie wizerunkiem osobistym.

## Wydziały
Obecnie w skład Karkonoskiej Akademii Nauk Stosowanych w Jeleniej Górze wchodzą dwa wydziały:

### Wydział Nauk Humanistycznych i Społecznych

#### Władze
- Dziekan: dr Marcelina Szewczuk-Sadowska
- Prodziekan: dr Justyna Bagińska

#### Struktura

##### Katedra Nauk Humanistycznych
- Kierownik, koordynator ds. języków obcych: mgr Ida Wrzesień

##### Katedra Nauk Społecznych
- Kierownik: mgr Kornel Musiał
- Z-ca Kierownika: dr Beata Rynkiewicz

##### Katedra Nauk Ekonomicznych
- Kierownik: dr Oliwia Tarasewicz-Gryt[17]

### Wydział Nauk Medycznych i Technicznych

#### Władze
- Dziekan: dr inż. Karolina Semeriak-Siecla
- Prodziekan: dr Celestyna Trzewik-Czuba

#### Struktura

##### Katedra Nauk o Kulturze Fizycznej i Zdrowiu
- Prodziekan dr Celestyna Trzewik-Czuba, kierunek : wychowanie fizyczne I stopnia
- Prodziekan dr Celestyna Trzewik-Czuba, kierunek : wychowanie fizyczne i sport II stopnia
- Kierownik Katedry: dr Alicja Nowak
- Kierownik kierunku Fizjoterapia (studia jednolite magisterskie): dr Alicja Nowak

##### Katedra Nauk Medycznych
- Kierownik Katedry: mgr Joanna Dudek
- Zastępca Kierownika Katedry: mgr inż. Beata Lewandowska
- Kierownik kierunku Pielęgniarstwo (studia I stopnia): mgr Joanna Dudek
- Kierownik kierunku Pielęgniarstwo (studia II stopnia): mgr Joanna Dudek
- Kierownik kierunku Dietetyka (studia I stopnia): mgr inż. Beata Lewandowska

##### Katedra Nauk Informatyczno-Technicznych
- Kierownik Katedry: mgr Sylwia Jagiełło
- Kierownik kierunku Edukacja Techniczno-Informatyczna (inżynierskie studia I stopnia): mgr Sylwia Jagiełło[18]

## Jednostki ogólnouczelniane
- Biblioteka i Centrum Informacji Naukowej
- Międzywydziałowe Centrum Praktyk Zawodowych
- Akademicki Związek Sportowy

## Kampusy i budynki uczelniane

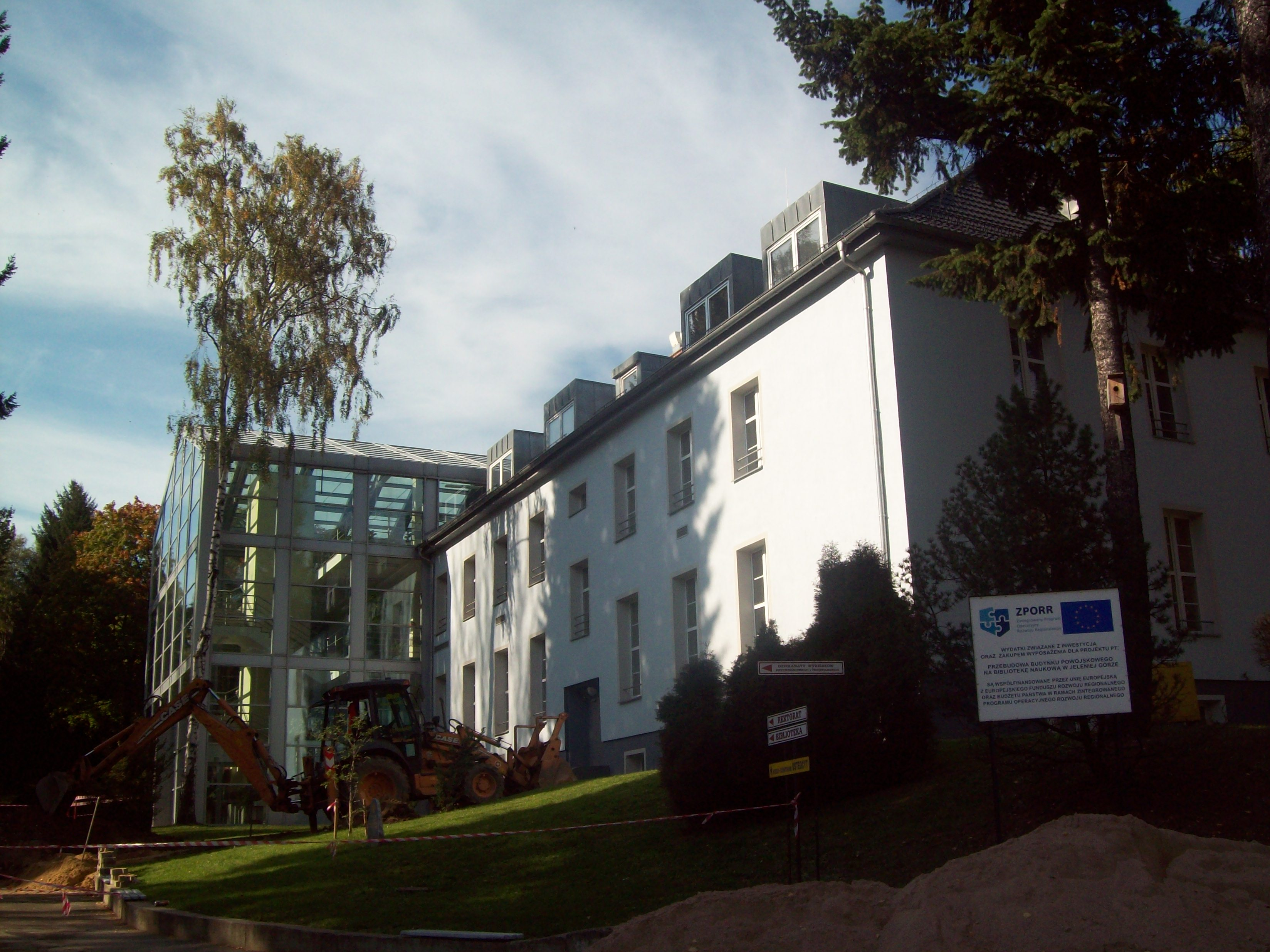
Biblioteka i Centrum Naukowe, powstałe w 2007 roku

Początkowo siedziby poszczególnych instytutów i rektoratu mieściły się w różnych częściach Jeleniej Góry:
- w udostępnionych i wyremontowanych ze środków miasta pomieszczeniach w Szkole Podstawowej nr 7 przy ulicy 1 Maja 56 mieścił się tymczasowy rektorat, a w jej trzech salach Instytut Filologii (później pod nazwą Instytutu Języków Słowiańskich),
- bazę lokalową Instytutu Pedagogiki stanowiły budynki jeleniogórskiej filii Dolnośląskiego Oddziału Doskonalenia Nauczycieli przy ulicy 1 Maja 43 i obiekty sportowe Gwardii przy ulicy Nowowiejskiej 43, Ośrodka Sportu i Rekreacji, Szkoły Podstawowej nr 11 przy ulicy Stanisława Moniuszki 9.

Założony w 1999 roku Instytut Techniki korzystał z bazy lokalowej filii Politechniki Wrocławskiej w Cieplicach. Wcześniej miasto przekazało uczelni na własność na potrzeby budynku rektoratu i administracji willę do remontu w Cieplicach przy ulicy Zamojskiego 7. Powstał wtedy plan lokalizacji kampusu uczelnianego w Cieplicach, co wiązało się też z możliwością przejęcia budynku zajmowanego przez Kolegium Nauczycielskie przy ulicy Cieplickiej 16. Został on własnością Kolegium Karkonoskiego w 2000 roku, a swoją siedzibę znalazł w nim Instytut Techniki.
W tym samym roku utworzono Instytut Edukacji Medycznej oraz Instytut Języków Zachodnich. Zajęcia dydaktyczne pierwszego z nich prowadzone były w obiektach byłego Zespołu Szkół Medycznych im.Anny Rydlówny w Cieplicach przy ulicy Leśnej 5. Szkoła ta posiadała salę gimnastyczną, przebudowaną na audytorium i internat, który został zaadaptowany na dom studencki. Drugi z instytutów jako następca Nauczycielskiego Kolegium Języków Obcych, przejął jego obiekty przy ulicy Wolności 38.
Główny kampus Karkonoskiej Akademii Nauk Stosowanych w Jeleniej Górze został ostatecznie zlokalizowany w północno-zachodniej części miasta, po prawej stronie Bobru przy ulicy Lwóweckiej 18. Stanowi go teren po byłej szkole wyższej i koszarach wojskowych wraz z parkiem o łączne powierzchni 12,5 ha. Stał się on własnością uczelni od 1 października 2003 roku W pierwszej kolejności miejsce na terenie kampusu otrzymała Biblioteka i Centrum Informacji Naukowej Kolegium Karkonoskiego, Dział Nauczania, Międzyinstytutowy Zakład Praktyk Studenckich, a także Pełnomocnicy Rektora ds. Rozwoju Uczelni i ds. Osób Niepełnosprawnych.
Z początkiem roku akademickiego 2004/2005 wszystkie jednostki dydaktyczne i administracyjne znalazły się na nowym kampusie. Opracowano wtedy projekt przebudowy byłej stołówki żołnierskiej na Bibliotekę i Centrum Informacji Naukowej, co zostało zakończone latem 2007 roku. Uczelnia przez cały czas zagospodarowuje teren wraz z obiektami przy ul. Lwóweckiej 18.

## Współpraca międzyuczelniana
Karkonoska Akademia Nauk Stosowanych, od momentu swojego powstania, ściśle współpracuje z uczelniami Wrocławia, w tym głównie: Uniwersytetem Wrocławskim, Politechniką Wrocławską, Uniwersytetem Medycznym, Uniwersytetem Ekonomicznym i Akademią Wychowania Fizycznego.
Uczelnia utrzymuje ścisłe kontakty z uczelniami czeskimi i niemieckimi, skupionymi w Akademickim Centrum Koordynacyjnym Euroregionu Nysa. Ma z nimi formalne porozumienia o współpracy, mając w przyszłości za cel rekrutowanie nowych studentów z tego obszaru w ramach budowy europejskiej przestrzeni edukacyjnej i badawczej.

## Rektorzy
- 1998–2007: prof. zw. dr hab. inż. Tomasz Winnicki – inżynier ochrony środowiska
- 2007–2015: prof. dr hab. Henryk Gradkowski – filolog
- 2015–2020: prof. dr hab. Marian Ursel – filolog
- 2020–2023: dr n. med. Wioletta Boznańska, prof. KANS – patofizjolog
- 2023: p.o. dr Beata Telążka, prof. KANS
- 2023–2024: p.o. dr Elżbieta Zieja, prof. KANS
- 2024–2028: dr Elżbieta Zieja, prof. KANS[27]

## Władze

### Władze rektorskie
- Rektor: dr Elżbieta Zieja, prof. KANS
- Prorektor ds. jakości kształcenia i studentów: dr Magdalena Baczyńska, prof. KANS
- Prorektor ds. nauki i rozwoju: prof. dr hab. Sławomir Kozieł

### Władze kanclerskie
- Kanclerz: mgr inż. Dorota Gajda[27]